# Piotr Jerzy Frassati
Piotr Jerzy Frassati, właśc. wł. Pier Giorgio Frassati (ur. 6 kwietnia 1901 w Turynie, zm. 4 lipca 1925 tamże) – włoski tercjarz dominikański, błogosławiony Kościoła rzymskokatolickiego, wuj Jasa Gawronskiego.

## Życiorys
Był synem Alfreda Frassatiego – senatora, ambasadora Królestwa Włoch w Berlinie i Adelaide Ametis – malarki. Miał o 1,5 roku młodszą siostrę Lucianę. Należał do wielu stowarzyszeń: Apostolstwa Modlitwy, Konferencji św. Wincentego a Paulo, Uniwersyteckiej Federacji Katolików Włoskich i Włoskiej Młodzieży Katolickiej oraz ruchu skautowego. Studiował inżynierię górniczą na Politechnice Królewskiej w Turynie. Jego pasją były góry.
28 maja 1922 Frassati wstąpił do Trzeciego Zakonu Dominikańskiego, przyjmując imię Girolamo (Hieronim). W 1924 założył z przyjaciółmi nieformalne „Stowarzyszenie Ciemnych Typów” (Società dei Tipi Loschi), którego celem był apostolat wiary i modlitwy między innymi przez wspólne górskie wycieczki.
Niósł pomoc biednym i cierpiącym. Zmarł w wieku 24 lat na chorobę Heinego-Medina, którą zaraził się od ubogiego chorego. Jego postać rozpowszechniła siostrzenica Wanda Gawrońska. W 1981 r. jego nienaruszone ciało przeniesiono z grobu rodzinnego do katedry św. Jana Chrzciciela w Turynie gdzie są przechowywane w ołtarzu poświęconej mu kaplicy.
Frassati został beatyfikowany przez papieża Jana Pawła II w dniu 20 maja 1990 roku na Placu św. Piotra w Rzymie.
25 listopada 2024 podpisano dekret uznający cud za jego wstawiennictwem, co otwiera drogę do jego kanonizacji, po tym jak w kwietniu 2024 kard. Marcello Semeraro poinformował iż proces kanonizacyjny Piotra Jerzego Frassatiego jest już ku zakończeniu. Początkowo kilka dni wcześniej Franciszek w trakcie audiencji generalnej oraz modlitwy Anioł Pański ogłosił, że 3 sierpnia 2025, podczas Dnia Młodzieży w ramach Roku Świętego, dokonana zostanie kanonizacja Piotra Jerzego Frassatiego. Jednakże 13 czerwca 2025 został zwołany konsystorz na którym została ogłoszona nowa data kanonizacji bł. Piotra Jerzego Frassatiego.

## Kult Frassatiego
Relikwie w Polsce znajdują się m.in. w polskiej parafii Matki Boskiej Piekarskiej w Katowicach (od 13.04.2012) oraz w Duszpasterstwie Akademickim Morasko (od 8.12.2013) przy Sanktuarium Miłosierdzia Bożego w Poznaniu, a także w parafii Najświętszego Serca Pana Jezusa w Brzezinach Śląskich  oraz w kaplicy klasztoru dominikanów w Łodzi pod wezwaniem bł P.J.Frassatiego (od 4 lipca 2005).
Piotr Frassati jest patronem młodzieży, studentów, ludzi gór i Akcji Katolickiej. W Polsce pod jego wezwaniem znajduje się m.in. kościół w Lublińcu, należący do Dekanatu Wojsk Specjalnych, oraz parafia w Lublinie. Jego imię nosi także łódzki konwent dominikański znajdujący się przy ulicy Zielonej. Frasatti jest także patronem Ruchu Apostolstwa Młodzieży Archidiecezji Przemyskiej oraz Duszpasterstwa Akademickiego Morasko w Archidiecezji Poznańskiej oraz „Soli Deo Omnia” w Olsztynie (warmińsko-mazurskie). Patron Światowych Dni Młodzieży 2023.
Jego wspomnienie liturgiczne obchodzone jest 4 lipca.